# Sociologia del cinema
La sociologia del cinema és una línia d’estudi de la sociologia que pretén explicar la societat a través de la simbologia produïda pel cinema. De forma general els estudis que s'han dut a terme aborden el cinema com a producte de la societat de masses, un negoci que cal desvetllar, els fils del qual fan moure la societat. També s'ha abordat el cinema com a reflex de la societat, explicatiu de la realitat, tot i representar-la i, per acabar, el cinema com a experiència percebuda.
De tots els estudis realitzats es pot cloure que a nivell industrial el cinema és una xarxa d'empreses que majoritàriament procedeixen dels EUA i per aquest motiu aconsegueixen modelar la societat mitjançabt pel·lícules de terror, acció, aventura, etc. El cinema és el fruït de la Revolució Industrial i és al mateix temps parlador de les maneres de fer i entretenir-se de la societat de l'oci naixent amb la industrialització.
El cinema crea més que representa la realitat. A cada pel·lícula una ideologia de fons ens parla de la societat i del temps que aquesta societat va ocupar. És a dir, com a eina de representació, el cinema és més que una simple projecció perquè fa art. Per tant, també fa ideologia i sovint s'ha utilitzat el cinema per a confirmar la ideologia imperant. Per aquest motiu la sociologia mira de posar llum a la ideologia que hagi estat viva durant un període determinat.
El cinema és igualment una experiència viscuda. És a dir, va més enllà d'un espai perquè el modifica. Altera la nostra percepció de les coordenades a favor d'una experiència que permet obrir-se al món mitjançant diverses perspectives.

## Objecte d’estudi i marc teòric

### Etimologia
Anar-se’n al cine, veure cine, fer cine, o aficionar-se al cine. El mot cinema és un tot perquè tot és cinema. Es fa cinema, es consumeix cinema o es parla de cinema quan, de fet, es vol dir que xerrem sobre actrius de cinema, sales de cinema, revistes de cinema, etc.
El terme cinema és doncs globalitzador perquè s’utilitza per referir-se a conceptes diferents sobre cinema i que contribueixen a fer possible el cinema.
Veritablement, quan globalitzem la paraula, és per a designar:
- un concepte abstracte
- una esfera d’activitat
- un lloc d’entreteniment i espectacle
- un conjunt d’obres d’art (els films)

Cinema és un escurçament, etimològicament parlant, de cinematògraf, nom de l’aparell de filmació i projecció de pel·lícules que al segle xix van revolucionar el concepte mateix d’imatge en moviment. Tanmateix, el temps l’ha escurçat i avui cine serveix per a parlar del producte final (la pel·lícula de cine) o de la seva promoció (tràiler, revistes…).
Atès el caire globalitzant del mot i concepte, la sociologia l’estudia tot com és, globalitzadament.

### Historial de recerques
Els estudis sobre sociologia del cinema segueixen essencialment dues tendències:
- la influència del cinema en el públic tractat com a individu o com a massa

Aquest àmbit d'estudi ha estat resumit pel sociòleg anglès Ian Charles Jarvie segons quatre preguntes,
- Qui fa les pel·lícules i per què?
- Qui veu les pel·lícules, com i per què?
- Què s'hi veu, com i per què?
- Com s'avaluen les pel·lícules i qui les avalua?

Els sociòlegs que han tractat d'analitzar la primera pregunta foren David Bordwell i Yann Darré. La segona l'han tractada Richard Hoggart i Louis Althusser dins els estudis culturals on miraren de mostrar els vincles entre cultura i poder. La manera de veure el cinema no és la mateixa segons la posició que hom exerceix a la societat i això, aquesta jerarquia, ha estat tractada per Pierre Bourdieu a França.
Jean-Pierre Esquenazi ha volgut analitzar més detalladament les obres produïdes pel cinema i el públic com a espectador d'aquestes obres. Aquí el cas és entendre la relació entre el producte final i el seu consumidor. Emmanuel Ethis ha volgut resumir-ne els treballs i aprofundir en alguns conceptes.
L'assistència al cinema també ha estat analitzada en un nombre d'estudis que sovint fa evident les diferències existents entre categories professionals i socials, com ara el sexe o l'edat. En aquesta línia s'ha intentat analitzar igualment la percepció d'una pel·lícula segons el gènere social.
La percepció de la pel·lícula, objecte d'estudi en un tercer apunt, també s'ha abordat. Edgar Morin ha treballat sobre el cinema per a descriure més bé el funcionament de la consciència i l'inconscient en l'home. Fa qualificar ell mateix el seu llibre Le cinéma ou l'homme imaginaire d'assaig aplicat a la consciència íntima del temps sobre el temps de la projecció.
En sociologia també s'avalua el cinema, determinant què és una bona pel·lícula (Laurent Jullier), o de forma més indirecta, amb la teoria de la legitimitat de Pierre Bourdieu.
- les pel·lícules com a prisma de la societat

Segons George Friedmann i Edgar Morin, la pel·lícula diu molta cosa sobre l'inconscient social. Siegfried Kracauer fa veure amb exemples que les pel·lícules són el reflex de la societat i que s'hi pot llegir les disposicions profundes d'una nació. Segons diu, El Cabinet del Doctor Caligari (1919) anuncia una societat que s'obre a Adolf Hitler. Això atreu historiadors com ara Marc Ferro o Shlomo Sand a analitzar el cinema i els seus llaços amb la història. Aquestes tesis, però, han de fer front a la idea que la percepció, segons Edgar Morin, del nosaltres a la pel·lícula no és una idea objectiva, més aviat el fruït d'una subjectivitat pròpia a cada espectador, tot i que exacerbada per les tècniques del cinema mateix. De fet, talment com ho ha escrit Emmanuel Ethis a Le cinéma près de la vie, "en poc menys d'un segle, el cinema ha esdevingut sens dubte més que una fàbrica de somnis. El cinema modela les nostres actituds, els nostres comportaments, les nostres manes d'ésser [...]. Els nostres herois de films inspiren tot sovint els nostres gestos i les nostres rèpliques més o menys coratjoses [...]. Fins i tot els primers Disney ens ajuden a prendre consciència ben aviat d'aquest sentiment (empatia) tant essencial per a la nostra vida amb altra gent que s'assembla a nosaltres justament perquè ha vist la mateixa pel·lícula que nosaltres. És igualment en aquest sentit que el cinema ens ajuda (talment com ho escriu Stanley Cavell) a preservar la nostra fe en els nostres mateixos, de voler un món clar davant els compromisos que passem i davant la relació que tenim amb el món" [trd.].

## Estudis sociològics

### El cinema com a producte de masses
La pel·lícula de cine que es projecta a les sales de cine reflecteix el sistema econòmic que regeix la societat contemporània. El seu resultat final ha sigut possible per una divisió del treball que ha reunit a directores, actors, maquilladores, càmeres, etc. Però, quan es presenta al públic, la direcció i els actors sobresurten, reflex de les jerarquies socials de la societat mateixa.
Fet això, la pel·lícula final es ven, ajudant-se del màrqueting, ja que és concebuda molts cops per a vendre’s i generar uns guanys procedents del marxandatge, entre molts més. Per tant, el cinema és un producte, un objecte a la venda. Això vol dir, el fruït d’una societat capitalista. Això i les xifres que genera fa evident que el cine és per a vendre’s a les masses. Cal recordar, esmenta Pierre Sorlin, la cadència de novetats cada setmana a la cartellera.

#### Cadena de muntatge
Tota pel·lícula ha passat per una cadena de muntatge quan s'ha realitzat. Sembla ser l'aplicació fil per randa del fordisme al cinema. I, en efecte, és ben bé així. Primerament perquè tota pel·lícula passa per tres departaments abans no surti a la cartellera. La producció, distribució i exhibició. A cadascun d'aquests departaments, cada pel·lícula ha estat muntada, ha patit una sèrie de muntatges.
A la producció hi ha hagut una fase de selecció del càsting, un repartiment de càmeres, llums i micròfons, un altre repartiment de maquillatge, vestimenta i interpretació, etc. Les escenes passen totes per la sala de muntatge on hi tornem a veure una cadena fordista que es dedica a seleccionar allò que finalment es veurà i com es veurà. El guió mateix pot haver estat escrit per diverses persones perquè a mode de cadena de muntatge el director és diferent del guionista. I és que en aquest punt també hi ha divisió del treball: estudi, gènere i estrelles. Cada gènere és la demostració d'una cadena de muntatge aplicada a cada film.
La distribució i l'exhibició reprodueixen el mateix esquema. D'aquesta forma podem dir que el cinema és un producte fabricat amb el sistema de muntatge de la industrialització. Tot passa per un procediment de divisió del treball al detall. Tant és així que els estudis produeixen films en sèrie. Al final d'un any s'arriben a estrenar una centena de pel·lícules que foren produïdes en sèrie.

#### Societat de l'oci i del consum
Les ciutats del segle xix són com un sistema solar que atrau la població de la ruralia. En aquest context, aquest urbanisme, que pren cada cop més importància pel pes que va adquirint, estableix les rutines a la població. Obrers i burgesia s'entrecreuen en un indret que garanteix l'anonimat, però que també estableix les jornades laborables i les jornades no laborables.
El cinema és en aquest context un producte per a entretenir les classes obreres dins el marge que els confereix les jornades no laborables. És un producte pensat per a consumir-se anònimament malgrat el seu gran abast i la seva heterogeneïtat. L'obrer té efectivament marge de temps davant seu per a no treballar i aquest temps el dedica a l'oci. Les ciutats van prenent d'aquesta forma un aspecte d'espectacularitat evident gràcies a les sales de teatre, de cinema i d'altres lleures nocturns.
La necessitat de crear pel·lícules més intel·lectualitzants o la creació en sèrie de pel·lícules són factors que demostren el caire massiu del cinema. El fet de tenir-hi uns codis pensats per a emmarcar-se en unes categories, uns gèneres ja ideats per a fer riure, plorar o saltar l'espectador, tot això demostra que el cinema és un producte de masses i que neix en la societat de l'oci on el consum és la principal atracció de l'obrer quan no treballa.

#### Tecnologies i ciència
El cine, les seves pel·lícules, són tecnològiques. És a dir, són màquines que fan possible la projecció d’imatges en moviment i, de fet, nasqueren cap al final del segle xix, moment d'industrialització. El cinema suposava, per al món industrialitzat que tot just s'instaurava, una autèntica revolució. La manera de veure el cos, de concebre'l o d'imaginar-se'l canvia de dalt a baix. La màquina i el seu progrés feren possible maneres més realistes de concebre el cos humà i això va marcar precedents en l'àmbit psicològic.
Aquest fet ens desvetlla un vincle estret entre ciència i tecnologia. Més i tot, parla del lligam entre ciència, tecnologia i indústria. Podem dir que sense la ciència el cinema no hauria estat possible, sense l'avenç tecnològic no hauria sorgit el cinema i sense la industrialització no s'hauria instal·lat el cinema en el tarannà de tot ciutadà contemporani.
El cinema és el producte de la Industrialització o Revolució Industrial, ho veiem. Paga la pena adonar-se com inicialment, a banda d'entretenir, el cinematògraf va ser utilitzat per a estudiar el cos en moviment (cronofotografia) dins de medicines com ara la neurologia o la fisiologia. La fotografia, per la seva banda, encara que sense moviment, permet veure-hi en rajos X, la qual cosa millora la detecció de malalties. Per tant, l'adveniment de la imatge en moviment i de la fotografia ja més generalment ens parla de la indústria, existeix una estreta vinculació entre progrés tecnològic i cinema, però, sobretot, a vista del lloc que ocupa la imatge en moviment a la societat contemporània, vulgui ser per la presència de la televisió, vulgui ser per la presència de la informàtica i avui amb els telèfons intel·ligents, el cinema (i la imatge en moviment) és el nucli on gairebé gira tota la modernitat industrialitzada.

#### Imperialisme nord-americà
Sociològicament també paga la mirada sobre l'anomenat tercer cinema, un tipus de corrent cinematogràfic no estandarditzat i molt més artístic, amb ganes d'esdevenir un contrapès al cinema fabricat per Hollywood. En efecte, l'anàlisi del cinema estatunidenc fa visible que és una eina política i que com a tal pretén difondre una homogeneïtzació cultural i social del planeta. L'Imperi americà fa servir el cinema des del primer dia per a projectar les seves ambicions polítiques a la resta del món i això ha derivat en una contracultura cinematogràfica, aquí pretext per a analitzar la influència dels EUA al cinema.
El consum cinematogràfic contemporani gairebé que només coneix una font d'entreteniment, els Estats Units i Hollywood. És un país que exerceix amb les seves multinacionals una hegemonia probablement única al món. I, això, és una voluntat política que queda reflectida a les seves mateixes produccions audiovisuals.
- En primer lloc, si fem una anàlisi de les pel·lícules d'aventura, veiem com el cinema estatunidenc ha normativitzat la societat occidental. Occident viu sota una superestructura que fa de l'home un ésser valent, violent i forçut, imatge del paternalisme americà, mentre la dona és sensible, incontrolable i histèrica, imatge de l'herència grecoromana amb què es construeixen els EUA.[5] Les pel·lícules d'aventura també tendeixen a fer del sud o del món àrab uns bàrbars i de l'home blanc un valent, intel·ligent i astut aventurer.[6]
- En segon lloc, si fem una anàlisi de les pel·lícules d'acció, veiem com el cinema estatunidenc vol col·locar Amèrica al centre de la política mundial. Els superherois que desfilen habitualment a les grans pantalles ens aporten la imatge d'un Imperi policia que governa el planeta, suposadament per la pau, així mateix ho retraten les pel·lícules de superehois, on l'heroi vesteix amb els colors de la bandera dels EUA.[7]
- En tercer lloc, si fem una anàlisi de les pel·lícules de terror, veiem com el cinema estatunidenc ha modelat la manera de riure i plorar, de tenir por i fer por. Hi ha tota una gama de personatges mitològics estandarditzats que només trobem a les pel·lícules occidentals i que reenvien als EUA.[8]

Per tant, en aquest cas, el cinema està dominat pels EUA, que exerceixen de primer cinema. És un tipus de producció que forma o modela la societat sota uns valors i estètiques europees, font primera de la construcció del WASP nacional americà. En agafar cada gènere hom hi pot dilucidar les maneres com aquest cinema construeix la realitat. Però en paral·lel el tercer cinema aporta una imatge totalment a l'oposat, fins i tot en la seva qualitat de producció. Hi visibilitza la misèria econòmica, les crisis socials i la protesta, part del tarannà del tercer món, que contràriament al primer món no exhibeix riquesa, divertiment o tecnologia.

#### Efecte esnobisme
L'accés inicial al cinema ha estat ben sovint durant la història d'aquest entreteniment una font d'esnobisme que diferenciava les classes. Així tant la televisió com els DVD són inicialment una curiositat que només els més rics poden pagar-se degut a un preu massa car. Amb l'abaixada de preus, les classes populars tendiren a accedir-hi i d'aquesta forma fer-ne un producte o una tecnologia del divertiment. En aquest estadi el cinema es torna de massa perquè posa de costat la intel·ligèntsia i les classes dites superiors.
Aquesta realitat ha estat sovint visible durant una generació, temps suficient per a fer el canvi de l'alta burgesia i al petit burgès i obrer. Canvi que ha estat possible normalment pel públic jove. Les classes superiors són, però, les darreres a fer del cinema part del seu tarannà, contràriament al públic popular que s'hi adapta ràpidament i l'incorpora com si d'un ritual contemporani es tractés.
Tot això seria la prova que la cultura és un espai de lluita entre classes. Aquesta ha estat una lectura marxista de la sociologia que ha compartit Pierre Bourdieu per a qui el cinema és dins les categories a legitimar-se, a la contra de la fotografia o el còmic que ja estan legitimades. El cinema permetria a tots bàndols defensar l'statu quo cultural.
És a dir, la força que pren el cinema entre les classes populars fa que l'alta burgesia tingui molta recança a fer del cinema un entreteniment que li pugui ser identificable, d'aquí que es parli de legitimitat. Mentre la música ha trobat en la versió clàssica espai per a l'alta burgesa, fet que vol dir espai per a separar-se de les classes populars, el cinema no ha trobat aquest espai i costa de ser reconegut.

### El cinema com a reflex de la societat

#### Ideologia i representació social
El cine és d'un punt de vista sociològic de doble cara perquè parla de la societat mostrant-ne un calc gairebé perfecte, però al mateix temps la representa perquè el calc no és real, sinó ficcionat, de cops sobredimensionat i això ens porta a la pregunta: el cinema calca o representa la societat? És a dir, ens serveix com a eina per a aprendre com és la societat o la seva vessant ficcionada i selectiva (ex.: mitja cama, ampliació al detall, etc) ens aparenta la societat, més que ens la mostra?
Aquest dilema o incertesa es multiplica si considerem que la direcció d'una pel·lícula triarà un tractament narratiu i visual personal. La narrativa textual, teatral i visual de tota pel·lícula fa del film final una obra d'art i, per tant, la pregunta aquí plantejada té una resposta evident. En efecte, els films són primerament una ideologia perquè són art i només per això la sociologia esbrina o desvetlla la ideologia imperant a la societat de cada període cinematogràfic.
És a dir, l'espectador que assisteix a una sessió de cinema, ultra divertir-s'hi o entretenir-s'hi, a mode de sociòleg, també hi pren consciència de la ideologia que governa la societat. I, per això, sovint els escàndols es fan visibles en comentaris de premsa o editorials a la televisió mateixa. La censura ho posa de manifest: es clou allò que incomoda. Altrament dit, com a vehicle generador d'emocions, la pel·lícula projecta la societat i això vol dir que contribueix, com la música, a crear la societat, d'aquí que es vulgui censurar o que una escena de pel·lícula faci polèmica.

#### El nacionalisme banalitzador
Segons Anderson que ha teoritzat el nacionalisme, aportant-hi explicacions d'origen, de conceptualització, etc, la nació necessita una narració i la premsa dita vernacla ho fa possible. Identifica qui és dins i quins valors o maneres de veure la tradició s'han d'acceptar com a identificatives de la nació. És a dir, el sorgiment de la ideologia de l'estat nació a les societats contemporànies està vinculat als processos d'industrialització i com a tal és torna d'allò més necessari perpetuar una narrativa que faci possible la nació. En aquest context el cinema juga un rol importantíssim.
Quan hom se'n va al cinema a veure-hi una pel·lícula podrà dir que aquest o aquell altre és un film fet als Estats Units, a Itàlia, al País Basc o a Portugal. La pel·lícula haurà estat gestionada prèviament per tal que les idees que s'hi difonen siguin associables al País Basc o a qualsevol altre indret. Per tant, ens demostra que la societat contemporània viu en un règim polític dit d'estat nació i, per tant, cada pel·lícula té unes propietats, uns trets, unes especificitats, etc, que permeten atorgar-li una nacionalitat.
La pel·lícula de cinema és doncs una plasmació de la realitat (es viu en l'era dels estats nació), així com crea la realitat perquè mitjançant una selecció d'idees pot reenviar cap aquí o cap allà, cap aquesta nacionalitat o cap a l'altra. És a dir, el cinema ajuda a donar una narrativa a la nació i contribueix a crear la nació mitjançant l'imaginari col·lectiu de les idees que s'hi difonen.
De certa manera dona fe de la banalització perpètua del nacionalisme. Hom troba normal l'exhibició de valors suposats o idees de cops prejudicials sobre aquesta o aquella nació a raó d'allò que hagi vist a la gran pantalla. Implícitament, el cinema acaba sent una forma de cohesió social perquè els valors o idees que vehicula fan possible la nació, que vol dir, fan possible l'existència d'una comunitat imaginada. Això reforça la demostració que el cinema és el producte de la industrialització perquè aquesta potencia l'anonimat i individualitat de manera que cal un element que permeti transmetre els mateixos imaginaris a tothom.
Un exemple de narratives formadores de nacions és el cas del western com a gènere cinematogràfic.

#### La jovenització general de la societat
El cinema acompanya els canvis generacionals dotant a les noves generacions de codis a imitar. Són conclusions de Pierre Bourideu i altres sociòlegs.
A partir del final de la Segona Guerra Mundial alguns estats industrialitzats del món tendeixen a crear un marc de vida còmode gràcies a la creació d'una seguretat social. Això es tradueix en un estat del benestar que incentiva el consum. A banda, també genera un mercat adolescent que fa que la indústria del cinema creï tota una cultura de la joventut al voltant d'aquest mercat adolescent.
L'especialització del cinema en aquest mercat deriva en la creació de narratives de la joventut admirativa, rarota, però volguda i desitjada, amb uns codis a imitar per part del jovent i amb aquesta manera de fer, dota les noves generacions d'eines per a promoure el canvi de generació. El cinema passa a diferenciar-nos o en qualsevol cas a fer visible que som diferents a la societat.

#### Un ritual contemporani
El cinema és un ritual contemporani. És periòdic en tant que els espectadors, dones com homes, nens i nenes, hi van habitualment per a entretenir-se, per a socialitzar-hi o per a esvair una mica el cap de preocupacions quotidianes. El cinema s'aparenta en aquests casos a un cafè. És el lloc de discussió sobre temes socials que els mateixos productors fan desfilar a propòsit. Es torna un espai de judici on tothom deixa clar els seus gustos i la manera com ha rebut aquesta o aquella pel·lícula.
El cinema és un ritual contemporani perquè no deixa d'acompanyar cadascuna de les fases del creixement de la persona. L'especialització del cinema en segments o franges d'edat fa que les seves produccions apel·lin a tot el públic, però de forma separada. L'adolescent se n'hi va a veure-hi pel·lícules que parlin el seu llenguatge. La mateixa cosa se'ns apareix quan adquireix una mica més de maduresa. Per tant, és un ritual, perquè és periòdic, perquè es torna una església on anar-hi a socialitzar, però al mateix temps acompanya el passatge d'edat. Fins i tot marca aquest passatge per l'exhibició d'una joventut extasiada que vol revolucionar el món, actitud pròpia a qualsevol adolescent.
Amb tot això el cinema es torna més pretext que un objectiu. La població, quan se'n va al cinema, no és per anar-hi a veure cinema, més aviat a complir un ritual de passatge, periòdic i socialitzador.

#### Poca representació femenina
La indústria del cinema és una activitat històricament dominada per homes que han estat col·locats als comandaments tant en la producció com en la realització.
L'anàlisi de les pràctiques i dels gustos ens mostra, però, que existeix diferències de percepció entre homes i dones. Malgrat que tots dos sexes freqüenten el cinema de forma gairebé igual, qualitativament parlant no van a veure les mateixes pel·lícules, la qual cosa parla de la societat i la construcció social dels gèneres. Cal fixar-se que la majoria d'herois són masculins i reprodueixen els cànons de la societat on la dona exerceix un rol d'objecte secundari, un fetitxe del desig masculí. L'espectadora té la tria entre accepta aquest rol o provar de veure's reproduïda en una mirada masculina, la qual cosa nega la seva identitat.
Aquest resultat final, és a dir, la tendència a la masculinització dins com a fora del cinema, seria el resultat de la televisió que ben aviat cerca segmentar el mercat i proposar un tipus de programació concret, nodrit de novel·les, al públic femení.

### El cinema com a experiència percebuda

#### Pèrdua del sentit de la realitat
El cinema és un espai. És una realitat malgrat que quan hi anem, l'espectacle ofert ens fa pensar el contrari. I, en efecte, el cinema té la virtud de fer perdre les coordenades a l'espectador, homes i dones, de tal manera que en absència de guides fixes, tot espectador tendeix a orientar-se mitjançant el decorat que proposa cada pel·lícula. Per tant, el cinema és un espai on s'hi viuen experiències.
És a dir, la sala de cinema crea un ambient on res és tridimensionat, però que mitjançant la pantalla aconsegueix fer de la imatge en moviment una tridimensió. L'espai i la imatge en moviment estan concebuts de tal manera que l'espectador tindrà una percepció d'allò viscut i una situació real d'allò que realment ha viscut.
Això vol dir que mitjançant el cinema haurà tingut la percepció que el món s'obria davant els seus ulls, però la realitat és que tot desfilava rígidament mitjançant una tela connectada a un projector. Això és així perquè la pel·lícula de cinema dona informació sobre mons inaccessibles, realitats inabastables o poc quotidianes. Tot plegat viscut amb un fons negre i unes imatges tallades i buscades, en una dimensió particular, etc, fa del cinema una experiència. L'espai és més que allò que s'hi ha representat.

#### Espais plurals de realitat
El cinema confereix gràcies a la balança i la narrativa visual diversos espais on entendre-hi la realitat. Cada tema tractat en una pel·lícula acaba percebent-se de forma molt diferent segons com hagi estat el seu muntatge. Una pel·lícula que abusi dels plans llargs i una altra que posi l'accent sobre els plans curts conferirà una mirada dispar sobre el tema tractat.
En aquest cas es parla d'espai plurals des d'on veure la realitat.

#### Avaluació d'una pel·lícula per part de l'espectador
Quan s'ha mirat d'analitzar l'experiència avaluada per part del públic, dos models de satisfacció s'han creuat: no confirmació de les expectatives (efecte d'anticipació) i divergència respecte del guió (efecte sorpresa).
L'avaluació d'una pel·lícula respon generalment a una dinàmica de reflexió i emoció. És una dinàmica cíclica, talment com ha pogut fer-ho veure Laurant Darmon. L'avaluació emocional prové de la percepció de divergència en relació al guió durant les etapes de comprensió i acceptació de la projecció.
L'espectador testa quatre principis a l'hora d'avaluar: 
- el principi d'afecte que correspon a un estat d'inatenció que afavoreix l'acollida d'emocions
- el principi de versemblança que permet a l'espectador deixar-se anar i creure en la diègesi
- el principi de conformista en relació al guió expectat
- el principi d'harmonia amb els valors de l'espectador

Tota avaluació s'esdevé normalment després de la projecció.

## Biografia
- Palmira González. El cinema mut. Barcelona: UOC, 2006
- Ramon Girona Duran. El cinema de propaganda als EUA. Barcelona: UOC, 2010
- Antoni Colomer i Puntés, Jesús Borràs i Vidal. El llenguatge cinematogràfic. Barcelona: UOC, 2010